# Storia degli ebrei a Königsberg
La storia degli ebrei a Königsberg risale al terzo decennio del XVI secolo. Agli inizi del XX secolo, la città di Königsberg possedeva una delle comunità ebraiche più numerose del Reich germanico.
La comunità ebraica locale fu decimata dall'emigrazione, dall'Olocausto e dalla Seconda Guerra Mondiale.

## Storia

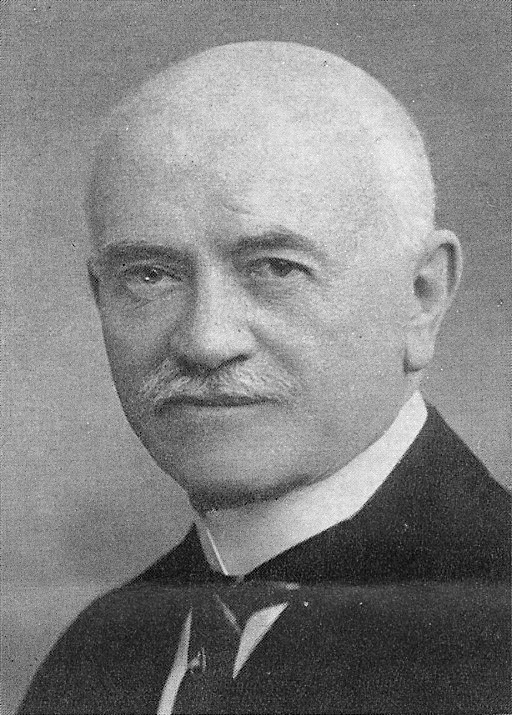
Hugo Falkenheim, leader degli ebrei di Königsberg durante la seconda guerra mondiale.

Le tracce storiche note dei primi due ebrei nati a Königsberg (l'odierna Kaliningrad, in Russia) risalgono ai dottori Isaak May e Michel Abraham, attivi alla corte del Gran Maestro Alberto I di Prussia rispettivamente nel 1538 e nel 1541. Fra il 1680 e il 1682, Federico Guglielmo I di Brandeburgo permise alla comunità ebraica cittadina di affittare uno spazio presso la Eulenburgsches Haus (poi divenuta Hotel Deutsches Haus e adibita a luogo di preghiera) a Kehrwiederstraße, successivamente rinominata Theaterstraße, nel quartiere di Burgfreiheit (in grafia jiddisch: בורגפרייהייט, che significa "borgo libertà"). Molti di essi erano mercanti della Confederazione polacco-lituana.
Il primo insediamento stabile di una comunità israelita non si ebbe prima del XVIII secolo, allorché nel 1704 fu edificato il primo cimitero ebraico, cui seguì otto anni più tardi la prima ammissione degli studenti ebrei presso l'Università di Königsberg.
Nel 1750, Federico II di Prussia promulgò un editto che stabiliva una classificazione degli ebrei tedeschi all'interno delle nuove categorie giuridiche da lui introdotte. La distinzione principale fu quella fra i cosiddetti "Ebrei tollerati" (in tedesco: geduldete Juden) che avrebbero potuto rimanere in Prussia, e gli "Ebrei non tollerati" che avrebbero dovuto emigrare via dalla Germania non appena raggiunta la maggiore età. Il loro trattamento fu assimilato a quello previsto per i cosiddetti "Ebrei protetti" (in tedesco: Schutzjude). Questi ultimi, il cui numero era stimato complessivamente in duecentotre famiglie residenti nell'area della Prussia e del Brandeburgo-Prussia, ottennero la concessione di poter continuare a vivere in un centro urbano, ma furono privati della loro libertà di movimento. La categoria degli "Ebrei tollerati" non protetti, alla quale apparteneva la maggioranza degli abitanti ebrei del regno prussiano, non potevano essere autorizzati a stabilirsi in modo permanente in Prussia, ad acquistare proprietà terriere o immobiliari, ad impegnarsi in qualsiasi attività commerciale o economica, né a vivere nelle città, salvo l'unica eccezione che essi fossero dipendenti o clienti degli "ebrei protetti".
Nel XVIII secolo, la numerosità degli Ebrei di Königsberg si era già significativamente ridotta. La situazione si invertì nel XIX secolo, a seguito anche se dell'allentamento delle restrizioni imposte da Federico I, che nel 1753 Federico II autorizzò la costruzione di una sinagoga chassidica nel quartiere di Vorstadt, nella parte meridionale della città, completata nel 1756. Secondo i rilievi demografici ai quali contribuì l'ispettore governativo Georg David Kypke, nel 1756 erano censite 29 famiglie di "ebrei protetti" a Königsberg, che nel 1789 erano aumentate a 57. A metà del XVIII secolo, il numero degli Ebrei era inferiore a cinquecento persone, che a cavallo del XIX ammontavano a 800 unità, rispetto ad una popolazione residente di quasi 60.000.
Nel 1756 gli ebrei residenti erano 300, divenuti 900 nel 1800 e 1.027 nel 1817. La variazione di segno positivo era principale ascrivibile agli immigrati provenienti dall'Impero russo. Nel 1815, fu dedicata la nuova Synagogenstraße, quattro anni dopo l'incendio nel quale era andata distrutta l'Alte Synagoge, l'antica sinagoga. Le riforma del 1812 confinarono l'emancipazione degli Ebrei alle sole professioni ufficiali e governative. Una piena acquisizione di diritti si verificò solamente nella Confederazione Tedesca del Nord del 1869.

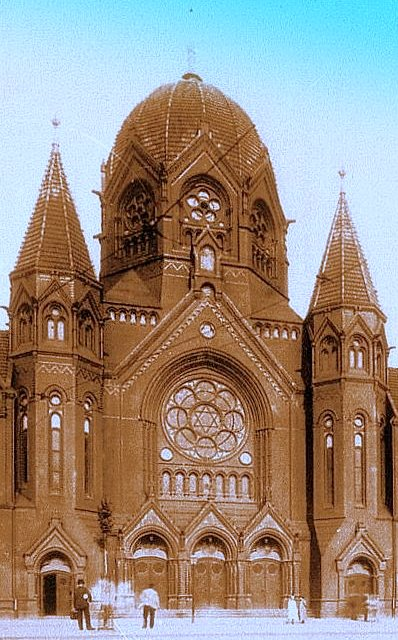
La Neue Synagoge di Königsberg.

Ciononostante, intorno al 1880, il numero di ebrei raggiunse il suo massimo storico di circa 5.000 unità. Nel 1867, Heymann Jolowicz pubblicò la prima storia degli ebrei del luogo. Nel 1893, l'Adass Jisroel, appartenente alla comunione ortodossa, inaugurò la propria sinagoga ad Synagogenstraße, vicino all'Alte Synagoge. La comunità ebreo-ortodossa era composta solamente da 25-30 famiglie, ma che includevano influenti banchieri, commercianti e gioiellieri. Dal 1894 al 1896 fu costruita la Neue Synagoge (Nuova sinagoga), della corrente liberale del Giudaismo riformato. L'edificio fu eretto presso Lindenstraße, nel quartiere orientale di Lomse, e fu destinato al servizio delle esigenze di culto della maggioranza della popolazione ebraica.
Un terzo gruppo etnico comprendeva gli ebrei polacchi e lituani. La costituzione dei pogrom antisemiti nell'impero russo fece lievitare il numero di ebrei che alla fine del XIX secolo avevano trovato rifugio a Königsberg. La comunità locale era polarizzata fra la fazione sionista e il Centralverein deutscher Staatsbürger jüdischen Glaubens, l'Associazione nazionale dei cittadini tedeschi di fede giudaica, che era nata il 26 marzo 1893 a Berlino per contrastare l'avanzata dell'antisemitismo in Germania.
Molti degli ebrei di Königsberg furono arruolati durante la prima guerra mondiale. Nel 1917, l'esercito prussiano ospitava 820 soldati israeliti di cui ottanta volontari. Quindici di essi sarebbero poi stati decorati con la Croce di Ferro di prima classe, mentre altri 102 avrebbero ricevuto quella di seconda classe.
La persecuzione antisemita degli anni '20 e '30 aveva già segnato l'avvio del declino delle comunità ebraica di Königsberg, precorrendo l'ascesa al potere del Partito Nazista nel '33, anno in cui gli Ebrei residenti erano 3.500.
Erich Koch implementò una rigida legislazione antisemita che limitò gli affari economici degli Ebrei e ne indusse molti a emigrare da Königsberg, diretti principalmente negli Stati Uniti e in Gran Bretagna. Michael Wieck descrisse la discriminazione subita dalla Gioventù hitleriana. Nel 1935, in concomitanza con l'inaugurazione del polo fieristico dell'Ostmesse, Hjalmar Schacht avversò invano gli atti persecutori, che nell'aprile dello stesso anno avevano convinto la comunità ebraica a istituire una propria scuola separata per 82 studenti, che ad ottobre si era ingrandita fino a comprendere 180 studenti assegnati a sei classi che a loro volta erano assistite da quattro professori. Nel febbraio 1938, il quotidiano propagandistico filonazista Der Student der Ostmark rivelò i nomi di 201 uomini d'affari, 38 medici e 22 avvocati ebrei che erano rimasti in città. Durante la Notte dei cristalli del novembre 1938, la "lista nera" fu utilizzata dallo Sturmabteilung, la Nuova Sinagoga fu bruciata, mentre quella ortodossa Adass Jisroel fu vandalizzata insieme ai due cimiteri della comunità. Anche la scuola ebraica fu presa di mira e poi riaperta, al pari della sinagoga ortodossa, della quale a metà del 1941 Michael Wieck fu nominato Bar mitzvah. Molti degli ebrei residenti furono deportati nei campi di concentramento nazisti tedeschi.
Quando nel 1939 fu proibita l'emigrazione da Königsberg, gli Ebrei erano solamente 1.585. Alcuni di essi si suicidarono durante la Seconda Guerra Mondiale, come: il consigliere Paul Stettiner, il console Felix Japha e sua moglie, e la dottoressa Lotte Gottschalk. Suo zio, il politico Alfred Gottschalk, morì di fame nel 1942., mentre il capo della comunità ebraica Hugo Falkenheim riuscì a salvarsi. Quanti erano rimasti in vita nel 1942, furono deportati nei campi di concentramento, come il ghetto cecoslovacco di Terezín, il Campo di concentramento di Riga-Kaiserwald e il Campo di sterminio di Malyj Trostenec nella Repubblica Socialista Sovietica Bielorussa occupata. L'avvocato Max Lichtenstein morì a Theresienstadt, mentre la consigliera municipale Marta Harpf si spense ad Auschwitz. Solamente una ristretta minoranza del nucleo originario di Königsberg uscì superstite dall'Olocausto e dalla Seconda guerra mondiale; il loro numero rimane imprecisato. Nell'aprile 1948, molti ebrei tedeschi emigrarono da Königsberg, che di lì a breve sarebbe stata ribattezzata Kaliningrad.
Al 2011, la regione era il luogo di residenza di una comunità di circa 2.000 persone, che si raccolsero intorno alla Nuova Sinagoga, ricostruita nello stesso luogo e come una replica esatta dell'edificio che era andato distrutto nel 1938.

## Personalità illustri
Si riporta una lista di personalità ebraiche illustri legate a Königsberg. Alcuni di essi si convertirono al Cristianesimo. La lista è la seguente:
- Moritz Becker (1830-1901), imprenditore nel settore dell'ambra
- Yaakov Ben-Tor (1910-2002), geologo
- Eduard Birnbaum (1855–1920), cantore
- Josef Hirsch Dunner (1913-2007), rabbino capo della Prussia orientale
- Isaac Abraham Euchel (1756-1804), ebraista
- Hugo Falkenheim (1856-1945), medico e accademico
- Ferdinand Falkson (1820-1900), medico e scrittore
- Ludwig Friedländer (1824-1909), filologo
- Max Fürst (1905-1978), scrittore
- Markus Herz (1747-1803), medico
- Carl Gustav Jacob Jacobi (1804-1851), matematico
- Johann Jacoby (1805–77), politico
- Leopold Jessner (1878-1945), produttore e direttore
- Fanny Lewald (1811–89), autore
- Ludwig Lichtheim (1845-1928), medico e accademico
- Friedrich Litten (1873-1940), giurista e accademico
- Abraham Mapu (1808-1867), ebraista
- Hermann Minkowski (1864-1909), matematico
- Walter Simon (1857-1920), banchiere e filantropo
- Eduard von Simson (1810–99), giurista e politico
- Moshe Smoira (1888-1961), giurista
- Michael Wieck (nato nel 1928), violinista.